# La Città (quotidiano di Firenze)
La Città è stato un quotidiano di Firenze, focalizzato sugli eventi locali, attivo dal 1980 al 1988. Il giornale, fondato nel 1980 con direttore Carlo Fusaro, fu voluto dall'editore Mauro Ballini, imprenditore già a capo di altre realtà del mondo della comunicazione (quali l'emittente Tele Libera Firenze). Successivamente ridenominato "Il Corriere di Firenze - La città", ha cessato le sue pubblicazioni nel 1988.

## Storia

### 1980-1985: gli inizi comeLa Città
Per poter partire col progetto de La Città, Mauro Ballini — imprenditore edile che dalla seconda metà degli anni Settanta si era già spostato nel settore radiotelevisivo —, il quale l'anno prima aveva già lanciato trisettimanale di annunci, La Pulce, decise di utilizzare parte dei giornalisti già impiegati presso tale testata e presso le emittenti Radio Libera Firenze (RLF) e Tele Libera Firenze (TLF), tra i quali Cesara Buonamici, già formati in relazione alle questioni locali e a cui il nuovo quotidiano avrebbe dovuto essere legato.
Il primo numero uscì in edicola il 9 aprile 1980 per la somma di 300 lire. La prima sede fu in un appartamento in via Vittorio Emanuele, 117, presso la sede dell'agenzia pubblicitaria P77 legata a RLF e TLF, per poi spostarsi in Pier Ferdinando Calvi, 40 (sede della stessa TLF), terminando la propria avventura, dopo la cessione alla nuova proprietà, in via Vittorio Locchi; a causa dei costi elevati del materiale vennero inizialmente acquistati apparecchi d'occasione, poi sostituiti con macchinari più moderni, e ci si affidò, per la stampa, ad aziende esterne.
Le formule che caratterizzavano la testata consistevano in format quali interviste alla gente per strada, la figura del "testimone cronista" e le pagelle ai politici; si trattava di un modo per tentare un giornalismo maggiormente interattivo con le persone, secondo la filosofia introdotta dall'allora novità delle emittenti libere. L'idea era quella di dare spazio alla cronaca locale già in apertura, differenziandosi così dalle altre testate di respiro nazionale che, al contrario, da consuetudine la inserivano nelle loro pagine interne. Distribuito essenzialmente a livello regionale, era particolarmente diffuso nella Toscana centrale.
Il terremoto dell'Irpinia fu uno dei primi eventi nazionali per i quali vennero inviati due giornalisti della testata. Per il resto, considerate le dimensioni ridotte dell'organico, in redazione si tentò di seguire soprattutto i grandi eventi dell'epoca che, in alcuni casi, avvenivano non lontano da Firenze come i sequestri di persona o gli episodi di terrorismo: dalla bomba, il 23 dicembre 1984, sul rapido 904 Napoli-Milano all'altezza della grande galleria dell'Appennino all'assassinio, il 10 febbraio 1986 presso il Ponte alla Badia, dell'ex sindaco fiorentino Lando Conti da parte delle Brigate Rosse.
Per il resto, oltre a riportare le grandi notizie di agenzia, si concentrò soprattutto sugli episodi locali e sulla cronaca nera, inclusa anche la sanità e i suoi errori. Erano gli anni, dal 1981, dei delitti del mostro di Firenze e degli estremismi. In particolare il 5 novembre 1987, a seguito di un'esplosione in un palazzo in via Toscanini a Novoli, La Città ipotizzò l'attentato (il titolo dell'articolo era «Sventrato un palazzo / Esplosivo nel garage?»; (cronista Luigi Giannattasio; capocronista Alessandro Cecioni) azzeccando, unico giornale, la verità: nel garage condominiale sotto l'edificio erano stati stoccati 20 chili di esplosivo, preparati per degli attentati.

### 1985-1988: daIl Corriere di Firenze - La Cittàalla chiusura
Nel 1985 la "Editoriale La Città" fu venduta alla "Editoriale Quotidiani Locali" (EQL) dell'imprenditore Lionello Mosca e il quotidiano promosso, per un certo periodo, al costo di 100 lire (quando i giornali di allora ne costavano in media 400). Da quel momento la testata subì una serie di cambi di nome e di assetto. Inizialmente viene denominata Il Corriere di Firenze - La Città; della EQL, nel frattempo, nel 1986 divenne azionista al 50% un altro imprenditore, Edoardo Longarini, il quale creò, assieme a Mosca, il cosiddetto "Gruppo delle Gazzette". Nel frattempo Longarini acquisì il controllo del Corriere attraverso le "Edizioni Locali". Il giornale entrò quindi a far parte di un insieme di "Corrieri", con frequenti scontri tra dipendenti e nuova proprietà a causa di diverse questioni. Le pubblicazioni vennero sospese più volte — anche per mesi interi — fino a portare, nel 1987, a un'interrogazione parlamentare, reiterata l'anno seguente.
A causa dell'impossibilità di competere, sul territorio, con testate di alto livello come La Nazione oltreché dei notevoli problemi di vario tipo emersi, il giornale — già non più presente in edicola — terminò definitivamente le proprie pubblicazioni nel corso del 1988, venendo poi liquidato.
La testata non è stata più utilizzata, mentre il nome Corriere di Firenze è stato ripreso per altri progetti editoriali, senza alcuna connessione con quello de La Città.

## Personale

### I direttori
- Carlo Fusaro (1980-1983) ;
- Giordano Goggioli
- Elvio Bertuccelli

### Giornalisti
Nucleo fondante:
Cronaca
Francesco Colonna
Francesco Matteini
Ennio Macconi
Paolo Santedicola
Alessandro Cecioni
Franca Selvatici
Vittorio Argento
Interni/Esteri
Luigi Federico Signorini (poi in Banca d'Italia)
Marco Alaimo
Luigi Giannattasio
Sport
Massimo Sandrelli
Gabriella Lescai
Alessandro Fiesoli
Spettacoli
Maurizio Salvatore Di Mauro
Gloria Chiarini
Alessandra Garzanti
In seguito sono entrati
Cristiano Draghi
Carlo Enrico Buffoni
Barbara Cremoncini
Brunella Ciullini
Frida Zampella
Laura Fiorentini
Francesco Tei
Sandro Bertuccelli
Maria Cristina Carratù
Silvia Ferretti
Marco Magrini
Giovanni Ciattini
Giuseppe Calabresi
Massimo Vanni
1. ↑   Agenzia P77, Catalogo 1979 (PDF).
2. ↑   Giordano Montecchi, Cappello di paglia di Firenze, Il, collana Oxford Music Online, Oxford University Press, 2002. URL consultato il 18 settembre 2021.
3. ↑   La Città, un giornale che svecchiò Firenze - la Repubblica.it, su Archivio - la Repubblica.it. URL consultato il 18 settembre 2021.
4. ↑   È morto Mauro Ballini il padre delle radio libere - la Repubblica.it, su Archivio - la Repubblica.it. URL consultato il 18 settembre 2021.
5. ↑   Camera dei Deputati - interrogante on. Gabbugiani, Corriere di Firenze - La città (PDF).
6. ↑   On. Gabbuggiani e Pallanti, Interrogazione Parlamentare (PDF).
7. ↑   BiblioToscana - Corriere di Firenze, La città, su biblio.toscana.it. URL consultato il 18 settembre 2021.
8. ↑   Oggi, 40 anni fa, nasceva il quotidiano "La Città", su QuiAntella.it, 9 aprile 2020. URL consultato il 18 settembre 2021 (archiviato dall'url originale il 30 novembre 2021).